# Gornja Crnča
Gornja Crnča je naseljeno mjesto u općini Višegradu, Republika Srpska, BiH.

## Stanovništvo
Nacionalni sastav stanovništva 1991. godine, bio je sljedeći:
| Narod       | Broj stanovnika |
| ----------- | --------------- |
| Muslimani   | 197             |
| Ostali      | 5               |
| Jugoslaveni | 1               |
| Ukupno      | 203             |